# Epitaph für Peter III. Echter und Gertraud von Adolzheim

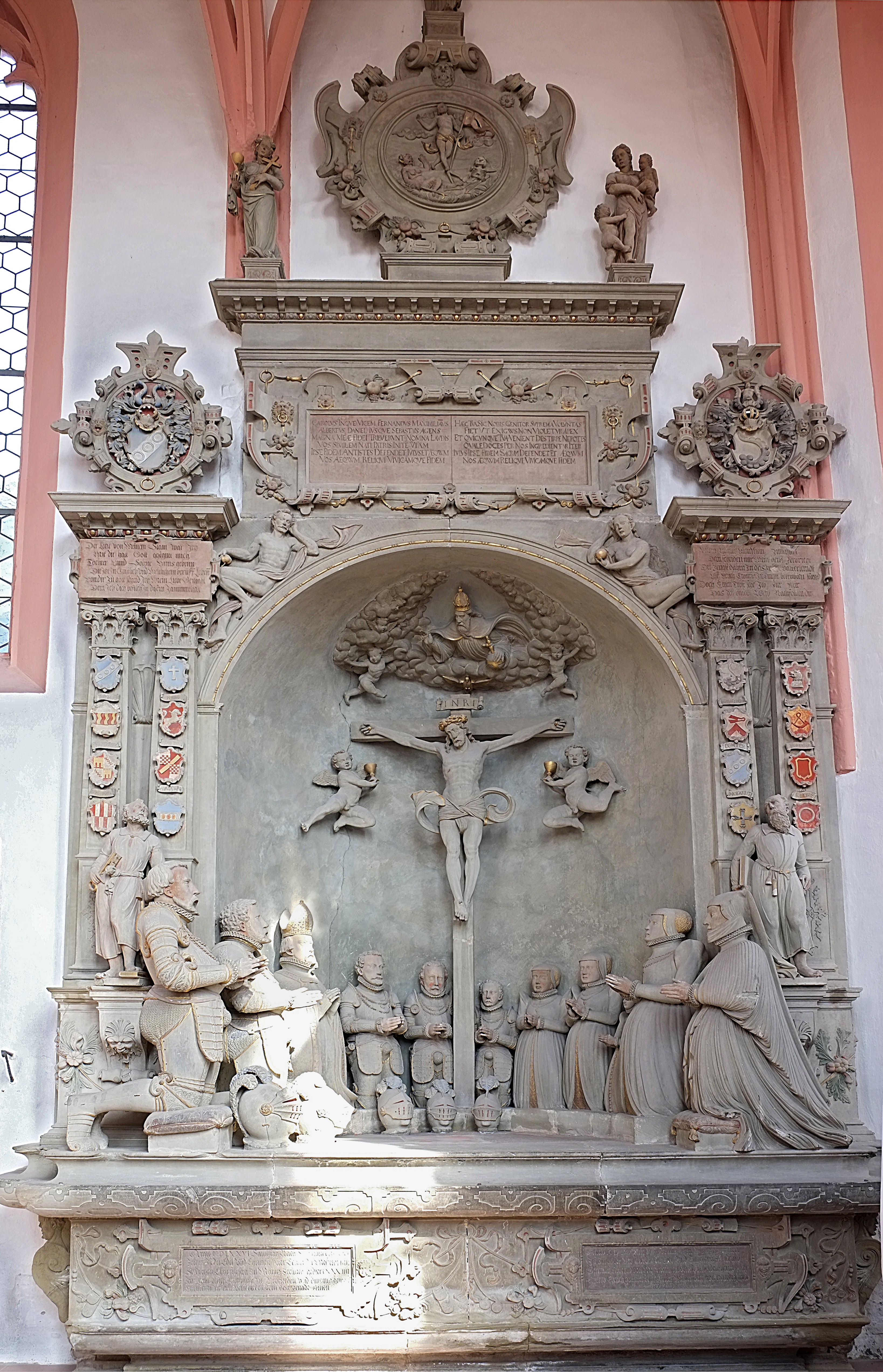
Gesamtansicht des Epitaphs

Das Epitaph für Peter III. Echter und Gertraud von Adelsheim befindet sich in der Wallfahrtskirche von Hessenthal, einem Gemeindeteil von Mespelbrunn im unterfränkischen Landkreis Aschaffenburg in Bayern. Das Epitaph ist ein Teil der als Baudenkmal geschützten Kirchenausstattung.

## Beschreibung
Das Epitaph, das 1582 von dem Sohn Dietrich (1554–1601) in Auftrag gegeben wurde, befindet sich in der spätgotischen Kapelle und ist nur über den Neubau der Wallfahrtskirche zu erreichen. Das Epitaph im Stil der Spätrenaissance wurde von Erhard Barg aus Schwäbisch Hall geschaffen. Mit einer Höhe von 8,28 Metern reicht es bis zum Gewölbe.
Dargestellt ist Christus am Kreuz, darunter als vollplastische Figuren links und rechts außen kniend:
- Peter III. Echter von Mespelbrunn (1520–1576)
- Gertraud von Adelsheim (1525–1583)

sowie ihre Kinder
- Adolf (1543–1600), Erbe des Schlosses Mespelbrunn und Kurmainzischer Rat zu Stadtprozelten
- Julius Echter (1545–1617) mit Mitra und Ornat, Fürstbischof von Würzburg
- Sebastian (1546–1575), Doktor beider Rechte, Kurmainzer Amtmann zu Orb und Hausen
- Valentin (1550–1624), Rat und Amtmann zu Waldaschach, Volkach und Kitzingen
- Dietrich (1554–1601), Amtmann zu Rothenfels
- Kordula (1559–1599), verheiratet mit Stephan Zobel von Giebelstadt
- Magdalena (1556–1594), verheiratet mit Fuchs von Dornheim zu Wiesentheid und Mainsondheim, Mutter des Bamberger Fürstbischofs Johann Georg II. Fuchs von Dornheim von Dornheim
- Margaretha (1549–1611), verheiratet mit Hans Heinrich zu Ehrenberg, Mutter des Würzburger Fürstbischofs Philipp Adolf von Ehrenberg
- Maria (1552–1553), kleiner dargestellt, trägt auf dem Kopf einen Trauerkranz, da sie früh verstarb.

Auf den symmetrisch links und rechts der vollplastischen Skulpturengruppe angeordneten Pilastern sind insgesamt 16 Familienwappen für die Vorfahren angebracht, wobei die Wappen sowohl von ihrer logischen Position und Anordnung als auch inhaltlich grob fehlerbehaftet sind. Bei einer früheren Restaurierung ging man von einer unzutreffenden Genealogie aus und ergänzte mehrere Wappen, die überhaupt nicht dorthin gehören. Auch die Reihenfolge der Schilde entspricht nicht einer sich aus der Abstammung ergebenden Logik. Nur 9 Wappenschilde für die Ahnen sind korrekt, und davon ist eines noch falsch beschriftet. Auch bei der jüngsten, von 2016 bis 2017 durchgeführten Renovierung wurden die Artefakte und Fehler von 1842 nicht korrigiert. Unter den Wappenreihen stehen die Apostel Petrus (links) und Paulus (rechts). Über den Wappenreihen sind seitlich die beiden Hauptwappen für die Ehepartner angebracht, heraldisch rechts das Vollwappen der Echter von Mespelbrunn, heraldisch links das Vollwappen der von Adelsheim. Über dem Epitaph befindet sich ein Medaillon mit einer Auferstehungsszene, umgeben von den drei Tugenden Glaube, Liebe und Hoffnung.
Insgesamt gibt es fünf Inschriftentafeln an dem Epitaph. Die große Tafel ganz oben in der Mitte besteht aus zwei Teilen. Der optisch linke Teil sind Abschiedsworte des Vaters an seine Kinder: „CAROLVS INQVE VICEM FERNANDVS MAXIMILIA(N)VS / ALBERTVS DANIEL IVSQVE SEBASTVS AGENS / MAGNA MEAE FIDEI TRIBVERVNT NOMINA LAVDIS / VOS SIMILEM NATI PATRIS INITE VIAM / IPSE FIDEM ANTISTES DEFENDET IVLVS ET AEQVVM / VOS AEQVVM RELIQVI VIVICAMQVE FIDEM“. Der rechte Teil ist die Antwort der Kinder an den mahnenden Vater: „HAEC TVA SIC NOBIS GENITOR SVPREMA VOLVNTAS / FIET VT EXIGVVS NON VIOLETVR APEX / ET QVICVNQVE TVA VENIENT DE STIRPE NEPOTES / QVALE DOCES PER NOS INGREDIENTVR ITER / IVLVS IPSE FIDEM SACRAM DEFENDET ET AEQVVM / NOS AEQVVM RELIQVI VIVICAMQVE FIDEM“.
Etwas tiefer gibt es seitlich zwei Tafeln zwischen den großen Einzelwappen der Ehepartner und der jeweiligen Ahnenprobe darunter. Optisch links liest man letzte Worte Peters an seine zurückbleibende Ehefrau: „Der Letzt von Meinem Stam war Ich / Mit dir hatt Gott gesegnet mich / Töchter unnd Söhne Unns gebenn / Die Jtzt in Geistlich und Weltlichem beruff Leben / von dir zu gott scheid Ich Mein Liebe Gemahl / Dem Ich dich befilch In disem Jammerthal“. Gegenüber in gleicher Position liest man die Verabschiedung der Ehefrau von ihrem verstorbenen Ehemann: „Mein Liebster Man Mein Zuversicht / Dein scheiden mir Mein hertz zerbricht / Du zeugst dahin zu das Rechte vatterlandt / Lest Mich Traurig zu Einem betrübten stand / Doch Einen Trost sehe Ich fur Mir / Das Ich baldt Werd Nachfolgen dir“.
Ganz unten optisch links befindet sich eine Tafel mit den Lebensdaten des Ehemannes: „Anno MDLXXVI Sambstag Nach Sebastiani den XXI / Jenner Ist der Edel und Ehrnvest Peter Echter zu Mespelbrunn / So dreyen Churfürsten zu Maintz Treulich gedient XXXIIII / Jar Raht Auch Amptman zu Brotzelden und duppurg gewese(n) / Christlich In Gott verschiden dem gott genade Amen“. Mit „Brotzelden und duppurg“ sind Stadtprozelten und Dieburg gemeint. Und in gleicher Position rechts folgt die Tafel mit den Lebensdaten der Ehefrau: „Anno MDLXXXIII uff freitag Den 28 Tag Juni / Ist In Gott Verschieden die Edel Und Tugenthafft Fraw / Gertraud Echterin von Mespelbrunn geborne von Adeltzheim peter / Echters Ehelich gemahel diser Kinder Mutter dere gott genedig sein / wolle Amen“.

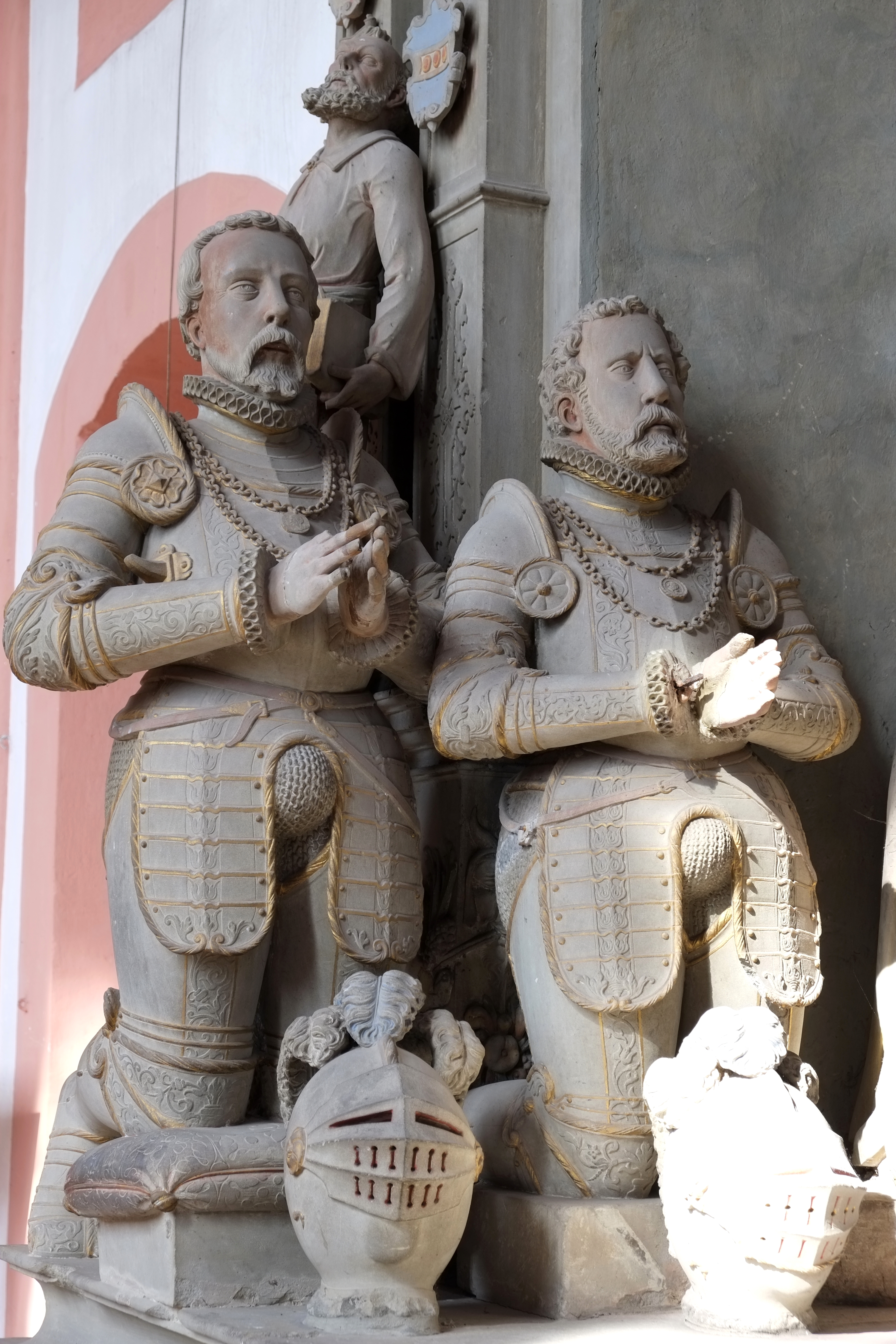
Peter III. Echter und der älteste Sohn Adolf
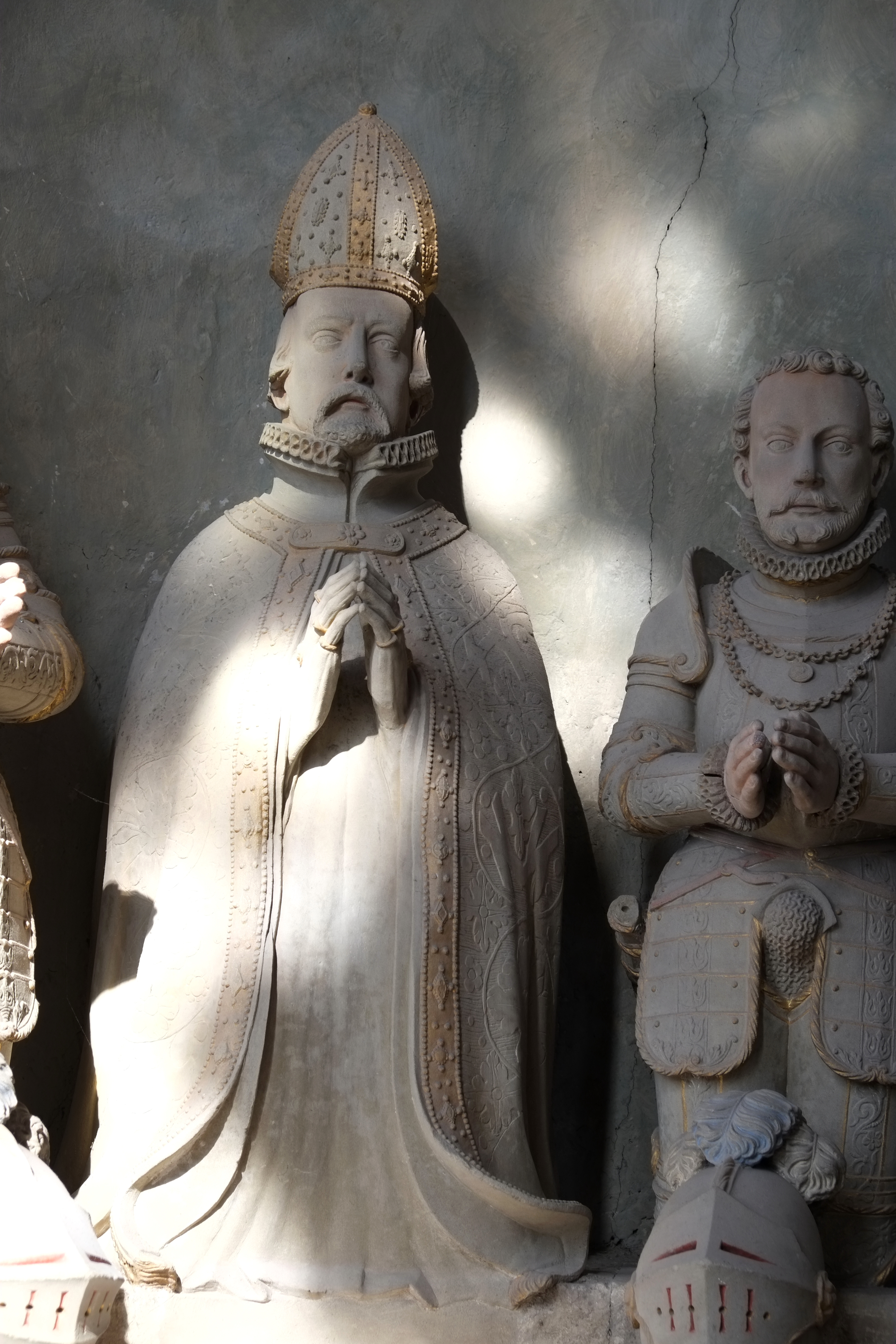
Fürstbischof Julius Echter
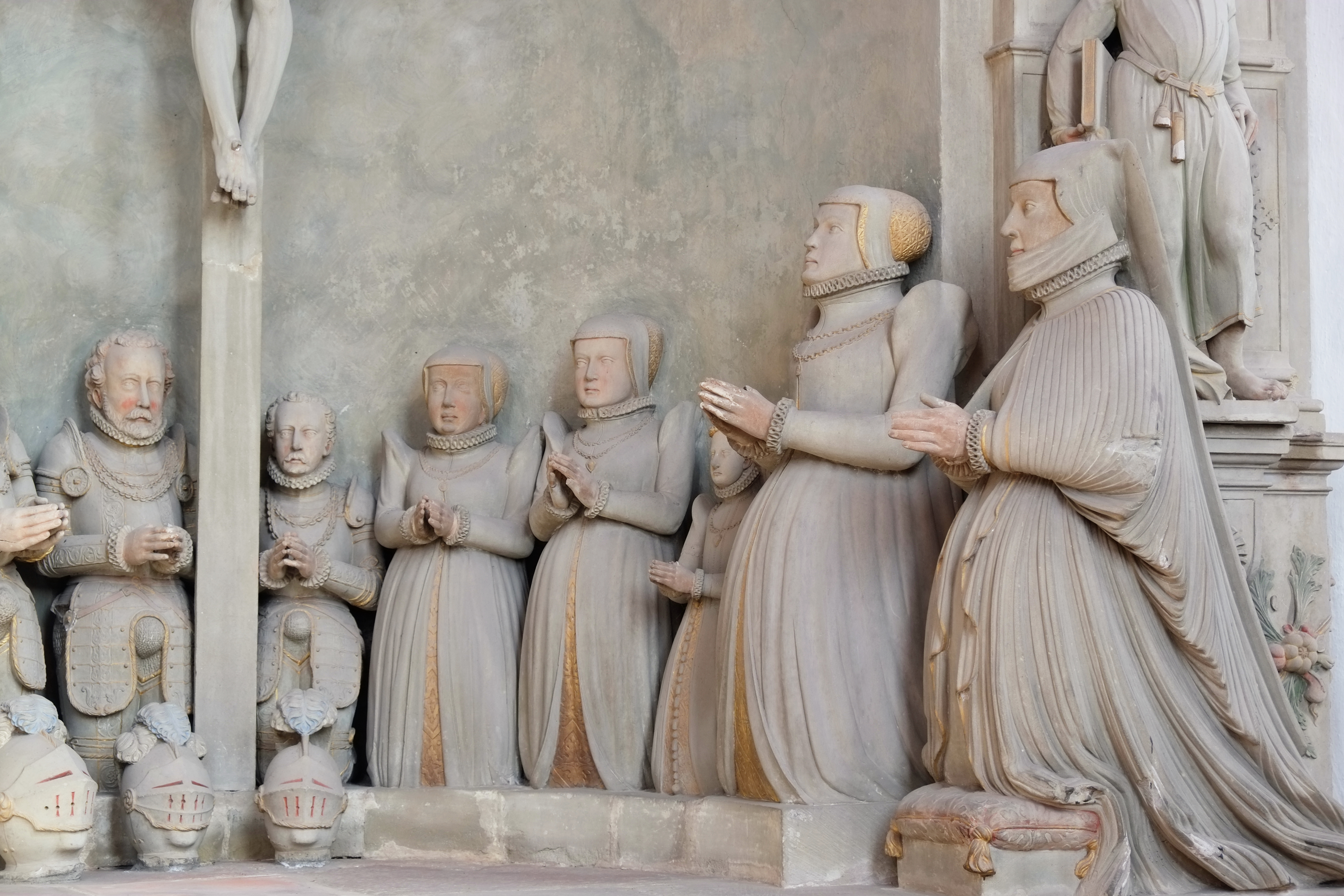
Gertraud von Adelsheim mit den vier Töchtern
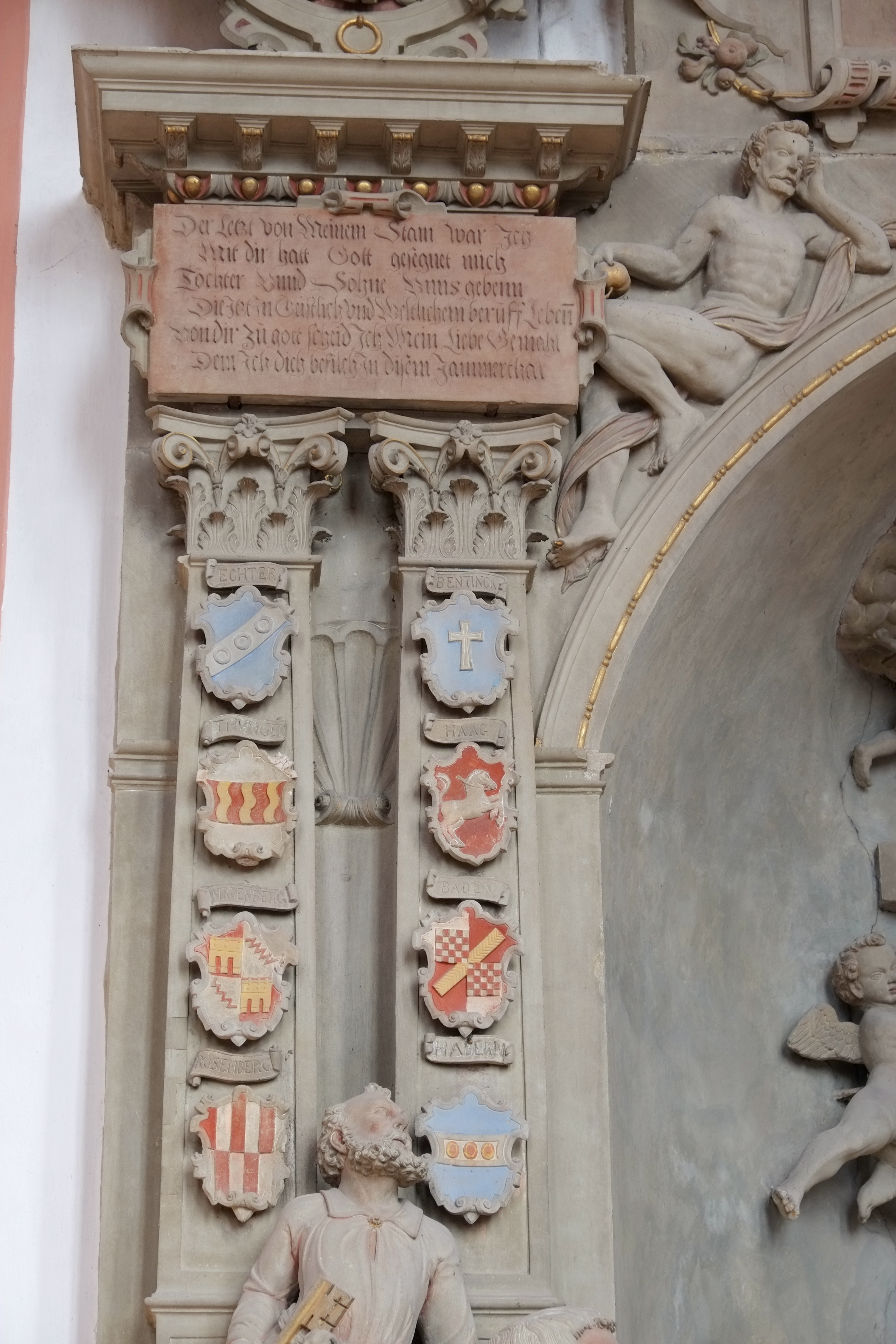
Ahnenprobe
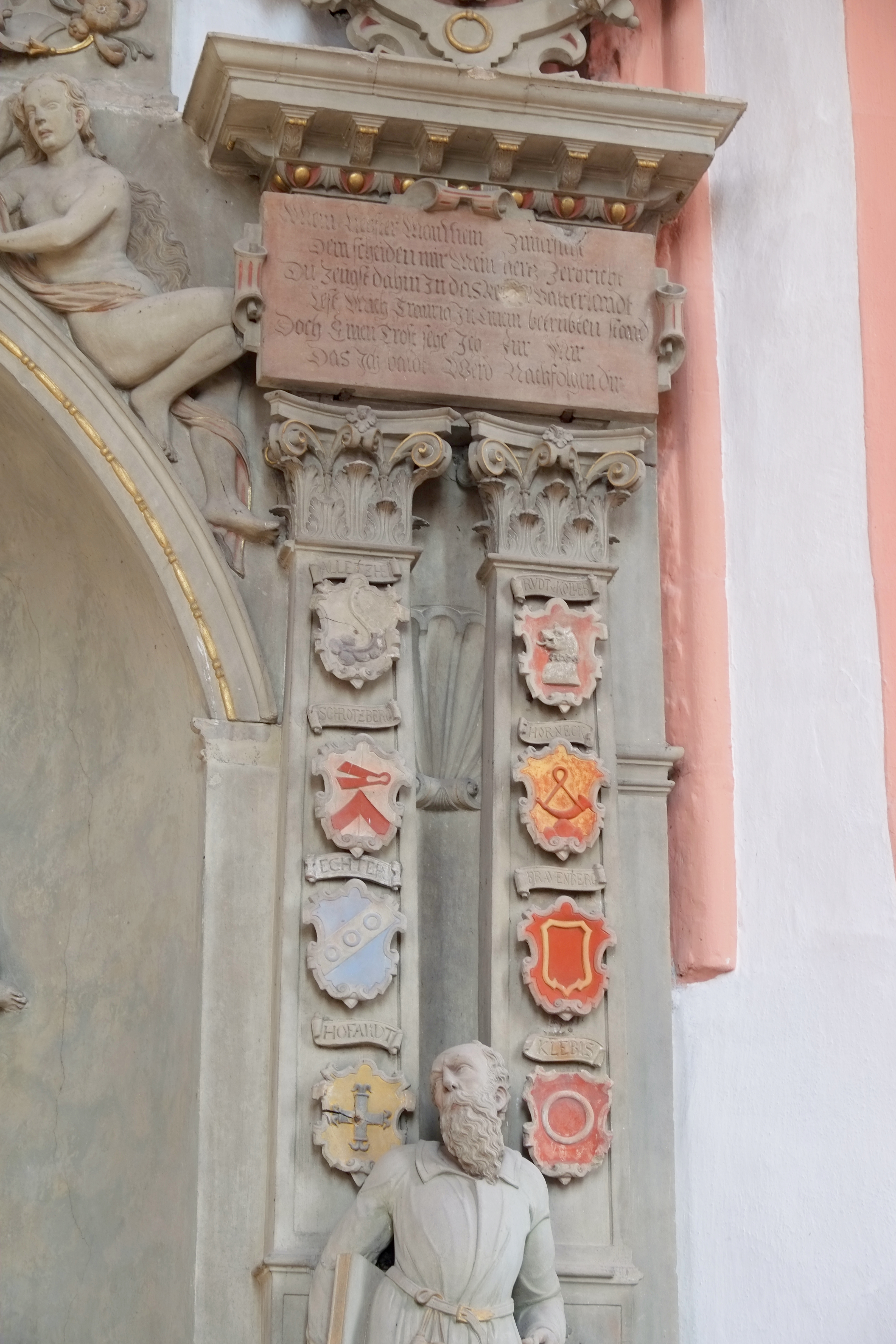
Ahnenprobe